# Giuseppe Iachini
Giuseppe Iachini (Ascoli Piceno, 7 mei 1964) is een Italiaans voetbalcoach en oud-voetballer.

## Spelerscarrière
Iachini speelde in de jeugd van Ascoli Calcio en maakte er ook zijn profdebuut in de Serie A in het seizoen 1981/82. Hij speelde voor Ascoli tot 1987, toen hij voor Hellas Verona FC tekende. In 1989 vertrok Iachini naar ACF Fiorentina en promoveerde met de club uit Florence naar de Serie A. Hierna speelde hij nog vier seizoenen bij de club. In 1994 verhuisde Iachini naar US Palermo in de Serie B. Na twee jaar bij Palermo contracteerde Ravenna hem. Hij speelde er een seizoen, waarna hij naar SSC Venezia vertrok. Na drie seizoenen in Venetië beëindigde Iachini zijn carrière bij US Alessandria in 2001 in de Serie C1.

## Trainerscarrière
Iachini startte zijn trainerscarrière in oktober 2001 bij SSC Venezia in de Serie A. Omdat hij nog geen diploma had, werd hij voor zes maanden geschorst. Venezia degradeerde uit de Serie A. Na zijn schorsing werd hij coach bij AC Cesena in de Serie C1. Hij leidde Cesena in het seizoen 2002/03 naar de promotie play-offs. Dit leverde hem een contract bij Vicenza op. In het seizoen 2003/04 leidde hij Vicenza in de Serie B naar een plaats in de middenmoot. Hij vertrok naar Piacenza, eveneens Serie B, in 2004. Hij behaalde goede resultaten met de club, waaronder een vierde plaats in de Serie B. In juni 2007 vertrok hij naar Chievo Verona, ook in de Serie B uitkomend. Met Chievo won hij de Serie B en behaalde dus promotie. Hij werd echter ontslagen na een slechte start in het seizoen 2008/09. Op 4 oktober 2009 werd hij aangesteld als coach van Brescia, opnieuw een club uit de Serie B. Hij verving Alberto Cavasin.
Ook met Brescia promoveerde Iachini naar de Serie A; via de promotie play-offs tegen Torino FC. Na degradatiezorgen werd Iachini op 6 december 2010 ontslagen. De gepromoveerde club stond in de Serie A na vijftien wedstrijden op de zeventiende plaats met twaalf punten. De 3-0 nederlaag tegen AC Milan deed hem de das om. Hij werd opnieuw aangesteld bij Brescia twee maanden later, omdat zijn opvolger, Mario Beretta, het nog slechter deed. 
Op 14 november 2011 vertrok Iachini naar UC Sampdoria, in de Serie B. Na een slecht seizoen tot dan toe, wat het ontslag van zijn voorganger Gianluca Atzori betekende, leidde hij de club uit Genua naar de zesde plaats en won de promotie play-offs tegen Varese. Hij wekte daarmee de interesse van AC Siena en die club contracteerde hem dan ook op 17 december 2012, als vervanging van Serse Cosmi. Hij verliet de club op het einde van het seizoen, toen Siena al gedegradeerd was. Hij vertrok op 25 september 2013 weer naar de Serie B, ditmaal US Palermo. Hij verving Gennaro Gattuso. Met Palermo promoveerde hij voor de vierde keer in zijn carrière naar de Serie A, voor het seizoen 2014/15. Het eindigde dit seizoen op een elfde plaats. Gedurende het seizoen 2015/16 werd Iachini na twaalf speelronden ontslagen en vervangen door Davide Ballardini. Diens verblijf bij de club was van korte duur. Na twee maanden moest hij plaatsmaken voor de Argentijn Guillermo Barros Schelotto, maar die bleek niet over de juiste papieren te beschikken. Daarna stonden Giovanni Tedesco en Giovanni Bosi voor de groep, waarna de clubleiding opnieuw weer uitkwam bij Iachini. Die hield het echter amper een maand vol bij de club, die op 10 maart 2016 vervolgens Walter Novellino aanstelde als hoofdcoach. Daarna ging Iachini aan de slag bij Udinese. Na de zevende speelronde van het seizoen 2016/17 ontsloeg de club hem. Udinese bezette op dat moment de 16de plaats op de ranglijst. Hij werd opgevolgd door Luigi Delneri.
Op maandag 27 november 2017 stelde de clubleiding van US Sassuolo hem aan als hoofdcoach. Hij volgde de ontslagen Cristian Bucchi op. Sassuolo was op dat moment met elf punten uit veertien wedstrijden de nummer zestien in de Italiaanse Serie A. 5 juni 2018 werd bekend dat hij in samenspraak met de club besloten had per direct te vertrekken. Op 6 november 2018 ging hij aan de slag als trainer bij Empoli, waar hij de ontslagen Aurelio Andreazzoli opvolgde. Hij werd op 13 maart 2019 ontslagen. 
Op 23 december 2019 werd hij aangesteld als trainer van Fiorentina, hij volgde Vincenzo Montella op die na een matige reeks de laan uit was gestuurd. Op 9 november 2020 werd hij ontslagen bij de club uit Florence. In maart 2021 werd zijn opvolger, Cesare Prandelli, eveneens ontslagen en op 24 maart 2021 werd Iachini opnieuw aangesteld als hoofdtrainer van Fiorentina tot het einde van het seizoen.

## Erelijst

### Als speler
Fiorentina
- Serie B

1993/94

### Als trainer
Chievo
- Serie B

2007/08
 Palermo
- Serie B

2013/14